# Zelandotipula cristobtusa
Zelandotipula cristobtusa är en tvåvingeart som först beskrevs av Alexander 1946.  Zelandotipula cristobtusa ingår i släktet Zelandotipula och familjen storharkrankar.
Artens utbredningsområde är Bolivia. Inga underarter finns listade i Catalogue of Life.